# إسماعيل ياسين
إسماعيل ياسين (15 سبتمبر 1912 – 24 مايو 1972)، ممثل كوميدي مصري. كان معروفًا بروح الدعابة التهريجية، وتمت مقارنته بتشارلي شابلن. بدأ مسيرته التمثيلية عام 1939 بفيلم خلف الحبايب.

## النشأة
ولد إسماعيل ياسين إسماعيل علي نخلة في 15 سبتمبر 1912 في مدينة السويس. كان الابن الوحيد لصائغ ثري في شارع عباس بمدينة السويس. توفيت والدته عندما كان لا يزال طفلًا صغيرًا.
التحق إسماعيل بأحد الكتاتيب، ثم بمدرسة ابتدائية محلية حتى الصف الرابع الابتدائي. ومع ذلك، عندما أفلست شركة والده للمجوهرات بسبب سوء الإدارة المالية، وسُجن والده بسبب الديون المتراكمة، اضطر الصبي الصغير إلى العمل كمنادي في الشارع أمام متجر للأقمشة. كان عليه أن يتحمل المسؤوليات منذ صغره. وفي نهاية المطاف، اضطر إلى مغادرة المنزل خوفًا من بطش زوجة والده وبدأ العمل كسائس سيارات في أحد مواقف السيارات في السويس.

## حياته المهنية
كان إسماعيل ياسين مولعًا بالفن منذ صغره وخاصة الغناء والموسيقى، حيث كان يعشق أغنيات الموسيقار محمد عبد الوهاب ويرددها منذ نعومة أظافره، ويحلم بأن يكون مطربًا منافسًا له.

### من السويس إلى القاهرة
ولما بلغ السابعة عشرة من عمره انتقل إلى القاهرة، وكان ذلك مع بداية الثلاثينيات لكي يبحث عن مشواره الفني كمطرب، لكن ظروف عيشه القاسية هناك أجبرته على نسيان حلمه، وبدلًا من ذلك بدأ العمل صبيًا في أحد المقاهي بشارع محمد علي وأقام بالفنادق الشعبية الصغيرة. ثم التحق بالعمل مع الأسطى «نوسة»، والتي كانت أشهر راقصات الأفراح الشعبية في ذلك الوقت. ولأنه لم يجد ما يكفيه من المال تركها ليعمل وكيلًا في مكتب أحد المحامين للبحث عن لقمة العيش أولا.
ثم عاد يفكر مرة ثانية في تحقيق حلمه الفني فذهب إلى بديعة مصابني، بعد أن اكتشفه توأمه الفني وصديق عمره وشريك رحلة كفاحه الفنية المؤلف الكوميدي الكبير أبو السعود الإبياري والذي كوّن معه ثنائيًا فنيًا شهيرًا وكان شريكًا له في ملهى بديعة مصابني ثم في السينما والمسرح، وهو الذي رشحه لبديعة مصابني لتقوم بتعيينه بفرقتها وبالفعل انضم إلى فرقتها ليلقي المونولوجات في ملهى بديعة مصابني.
استطاع إسماعيل ياسين أن ينجح في فن المونولوج، وظل عشر سنوات من عام 1935 حتى 1945 متألقا في هذا المجال حتى أصبح يلقي المونولوج في الإذاعة نظير أربعة جنيهات عن المونولوج الواحد شاملًا أجر التأليف والتلحين.

### السينما
وفي عام 1939 كانت بداية دخوله السينما، عندما اختاره فؤاد الجزايرلي ليشترك في فيلم (خلف الحبايب). وقدٌم العديد من الأفلام لعب فيها الدور الثاني من أشهرها في تلك الفترة (علي بابا والأربعين حرامي) و(نور الدين والبحارة الثلاثة) و(القلب له واحد). وقد قدٌم إسماعيل ياسين أكثر من 166 فيلم في حياته.

### البطولة مطلقة
في عام 1944 جذبت موهبة إسماعيل ياسين انتباه أنور وجدي فاستعان به في معظم أفلامه، ثم أنتج له عام 1949 أول بطولة مطلقة في فيلم (الناصح) أمام الوجه الجديد أنذاك ماجدة.
استطاع ياسين أن يكون نجمًا لشباك التذاكر تتهافت عليه الجماهير، وكانت أعوام 52 و53 و54 عصره الذهبي، حيث مثل 16 فيلمًا في العام الواحد، وهو رقم لم يستطع أن يحققه أي فنان آخر.
وعلى الرغم من أن إسماعيل ياسين لم يكن يتمتع بالوسامة والجمال، وهي الصفات المعتادة في نجوم الشباك في ذلك الوقت، فإنه استطاع أن يجذب إليه الجماهير عندما كان يسخر من شكله وكبر فمه في معظم أعماله. وهكذا استطاع أن يقفز للصفوف الأولى وأن يحجز مكانًا بارزًا، مما دفع المنتجين إلى التعاقد معه على أفلام جديدة ليصبح البطل الوحيد الذي تقترن الأفلام باسمه حتى وصل للقمة.
وفي عام 1954 ساهم في صياغة تاريخ المسرح الكوميدي المصري وكوّن فرقة تحمل اسمه بشراكة توأمه الفني وشريك مشواره الفني المؤلف الكبير أبو السعود الإبياري، وظلت هذه الفرقة تعمل على مدى 12 عاما حتى 1966 قدّم خلالها ما يزيد على 50 مسرحية بشكل شبه يومي وكانت جميعها من تأليف أبو السعود الإبياري.

### سلسلة أفلام باسمه
بداية من عام 1955 كوّن هو وتوأمه الفني أبو السعود الإبياري مع المخرج فطين عبد الوهاب ثلاثيًا من أهم الثلاثيات في تاريخ السينما المصرية وتاريخ إسماعيل ياسين و‌أبو السعود الإبياري أيضًا فقد عملوا معاً في أفلام عديدة.
و يذكر أن ٪30 من الأفلام التي قدمها نجم الكوميديا كان وراءها المخرج فطين عبد الوهاب، وكانت تحمل أغلبها إسم إسماعيل ياسين، حيث أنتجت له الأفلام باسمه بعد ليلى مراد، ومن هذه الأفلام (إسماعيل ياسين في متحف الشمع)، (إسماعيل ياسين يقابل ريا وسكينة)، (إسماعيل ياسين في الجيش)، (إسماعيل ياسين بوليس حربي)، (إسماعيل ياسين في الطيران)، (إسماعيل ياسين في الأسطول)، (إسماعيل ياسين في مستشفى المجانين)، وغيرها. كان معظمها من تأليف أبو السعود الإبياري.
ولازمه في هذه الأفلام الممثل رياض القصبجي الشهير بالشاويش عطية، حيث كانت مشاهدهما – ولا تزال إلى الآن - محطة هامة في تاريخ الكوميديا والتي يستمتع بها الجمهور حتى الآن بسبب المفارقات العجيبة والمواقف الطبيعية والمقالب التي يدبراها لبعضهما البعض كما شاركهما التمثيل في بعض هذه الأفلام عبد السلام النابلسي.

## ثنائيات
التقت شادية بإسماعيل ياسين في حوالي 28 فيلما ما بين نهاية أربعينيات، وبداية ستينيات القرن الماضي بمعدّل لا يقل عن 3 أفلام في العام الواحد. وكان أول لقاء بينهما في فيلم (كلام الناس) ثم التقيا مره أخرى في فيلم (صاحبه الملاليم) وكان لنجاحهما معا أكبر الأثر مما جعل المنتجين والمخرجين يجمعون بينهما. فكان لإسماعيل ياسين دورا بارزا في أفلام شادية حتى ولو لم يكن هو البطل الرئيسي للفيلم.
ومن الأفلام التي جمعتهم في الهوا سوا و‌حماتي قنبلة ذرية و(مغامرات إسماعيل يس) و(الظلم حرام) و(الحقونى بالمأذون) ويعتبر فيلم (الستات ما يعرفوش يكدبوا) آخر فيلم جمع بينهما عام 1954 بالاشتراك مع شكري سرحان و‌زينات صدقي.
مثّل إسماعيل يس مع الكثير من الممثلين والمطربين فقد قضى مدة طويلة في دور الرجل الثاني أو مساند البطل حتى واتته الفرصة فأصبح بطلاً وقام ببطولة الكثير من الأفلام التي تبدأ باسمه وقد شاركه في أكثر هذه الأفلام أصدقاء عمره (رياض القصبجي، زينات صدقي، حسن فايق، عبد الفتاح القصري، عبد السلام النابلسي).

### مع عبد السلام النابلسي
التقى عبد السلام النابلسي مع إسماعيل ياسين في 36 فيلماً بين عامي 1946 و1967 (رغم أنهما في بعض الأفلام لم يلتقيا في نفس المشهد)، بدأت بفيلم حرم الباشا (1946)، وانتهت بفيلم الفرسان الثلاثة في مصر (1962)، وكرم الهوى في لبنان (1967).

### مع محمد فوزي

مثّل إسماعيل ياسين مع محمد فوزي 16 فيلماً بين عامي 1947، و 1954. (لقطة من فيلم فاطمة وماريكا وراشيل).

التقى إسماعيل ياسين مع محمد فوزي في 16 فيلماً بين عامي 1947، و 1954، وبذلك فإنه على الأغلب هو أكثر من مثل مع محمد فوزي. والأفلام التي مثلّها النجمان معاً هي:
عروسة البحر (1947)  ·  صاحبة العمارة  ·  حب وجنون  ·  نرجس  ·  الروح والجسد (1948)  ·  المجنونة  ·  فاطمة وماريكا وراشيل  ·  صاحبة الملاليم (1949)  ·  آه من الرجالة  ·  الزوجة السابعة  ·  الآنسة ماما (1950)  ·  الحب في خطر  ·  نهاية قصة (1951)  ·  من أين لك هذا (1952)  ·  فاعل خير (1953)  ·  بنات حواء (1954).

### مع فريد الأطرش

التقى إسماعيل ياسين مع فريد الأطرش في سبع أفلام بين عامي 1947-1953 (لقطة من فيلم تعال سلم).

التقى إسماعيل ياسين مع فريد الأطرش في سبع أفلام بين عامي 1947، و1953 هي:
حبيب العمر (1947) • بلبل أفندي (1948) • أحبك أنت (1949) • عفريتة هانم (1949) • آخر كدبة (1950) • تعال سلم (1951) • لحن حبي (1953).

### مع المخرجين
تعاون إسماعيل ياسين مع عدد كبير من المخرجين، وإن كان التعاون الأكبر في فترة نجوميته في الخمسينيات كان مع ثلاثة مخرجين هما فطين عبد الوهاب، وحسن الصيفي، وعيسى كرامة.

## أهم المشاهد
ولإسماعيل ياسين مشاهد لا تنسى سواء في أفلام قام ببطولتها أو قدٌم الدور الثاني منها فيلم (الآنسة ماما) لحلمي رفلة 1950 قدّم مع محمد فوزي وصباح نموذجا بديعا لفن «البيرلسك» أو المحاكاة الكاريكاتورية الساخرة لمشاهد شهيرة، وكان هذا في الاسكتش عنوانه «أبطال الغرام» ويتضمن ثلاثة مواقف «كلاسيكية» «قيس وليلى»، «انطونيو وكليوباترا»، «روميو وجولييت».
وفي (دهب) الذي أخرجه أنور وجدي عام 1953، قدم إسماعيل ياسين مشهدا صامتا من فن البانتوميم، عندما يندمج في أكل «المعكرونة» الوهمية، وشرب الشوربة التي لا وجود لها. وفي الفيلم نفسه قدم مع الطفلة فيروز عدة استعراضات غنائية تضاف إلى الثروة الهائلة التي خلفها، في هذا المجال.
فيلم «الآنسة حنفي» لفطين عبد الوهاب 1954 الذي يكتسب قيمة فريدة سواء بكشفه عن خصائص الرجل «الشرقي» المصر على حقه في الهيمنة على المرأة ـ إسماعيل ياسين قبل أن يتحول إلى الآنسة حنفي ـ أو بكشفه عن إصرار المرأة على انتزاع حقوقها ـ إسماعيل بعد تحوله إلى آنسة ـ وبلمسات إسماعيل ياسين الساحرة وبأدائه «الكاريكاتوري» خصوصا في مشاهد الحمل والولادة، ما زال الفيلم قادرا على إثارة الضحك حتى الآن.

## المسرح
وقد استعان إسماعيل ياسين وشريكه أبو السعود الإبياري بعدد كبير من المخرجين المرموقين في إخراج مسرحياتهم منهم: السيد بدير، محمد توفيق، عبد المنعم مدبولي، نور الدمرداش. كما عمل في مسرح إسماعيل ياسين نخبة كبيرة من كبار النجوم أمثال: عبد الوارث عسر، شكري سرحان، سناء جميل، تحية كاريوكا، وغيرهم.
وقد قدّم للمسرح 60 مسرحية سجلت جميعها للتليفزيون ولكن أحد الموظفين بالتليفزيون المصري أخطأ وقام بمسحها جميعا، إلا فصلين من مسرحية «كل الرجالة كده» وفصل واحد من مسرحية أخرى، وإن كان من يرى أن ذلك المسح تم بشكل متعمد.

## النهاية
رغم هذا النجاح الساحق الذي حققه إسماعيل ياسين، خصوصًا فترة الخمسينيات، إلا أن مسيرته الفنية تعثرت في العقد الأخير من حياته.
فقد شهد عام 1961 انحسار الأضواء عن إسماعيل ياسين تدريجيًا؛ فبعد أن كان يقدم أكثر من عشرة أفلام في العام الواحد قدم فلمين فقط هما (زوج بالإيجار) و(الترجمان) وفي العام الذي يليه قدم (ملك البترول) و(الفرسان الثلاثة) و(إنسى الدنيا) ثم في الفترة من 1963 إلى 1965 لم يقدم سوى فلمين هما (المجانين في نعيم) و(العقل والمال).
ويقال أن انحسار الأضواء عنه يرجع إلى:
- مرض أصابه (القلب) وابتعاده عن الساحة الفنية في مرحلة تحول على الساحة الفنية.
- تدخّل الدولة في الإنتاج الفني في فترة الستينيات وإنشاء مسرح التليفزيون.
- اعتماده شبه الكلي على صديق عمره أبو السعود الإبياري في تأليف جميع أعماله مما جعله يكرر نفسه في السينما والمسرح (على سبيل المثال فيلم المليونير وزوج بالإيجار).
- ابتعاده عن تقديم المونولوج في أعماله الأخيرة والذي كان يجذب الجمهور إلى فنه.

لأنه لم يكن من المقربين من المسؤولين في الحكومة، فقد فوجئ بتراكم الضرائب عليه وأصبح بين عشيّة وضحاها مطاردًا بالديون وحجز على العمارة التي بناها بكفاح عمره لتُباع أمام عينه ويخرج من رحلة كفاحه الطويلة خالي الوفاض فاضطر إلى حل فرقته المسرحية عام 1966 ثم سافر إلى لبنان وعمل في بعض الأفلام القصيرة منها (فرسان الغرام، وكرم الهوى، وعصابة النساء) وعمل مرة أخرى كمطرب للمنولوج كما بدأ، ثم عاد إلى مصر محطمًا كسيرًا وعمل في أدوار صغيرة لا تتناسب مع ما قدمه من تاريخ حافل ولم يرحمه أحد أو يقدره أحد.
يقال إن آخر ما كتبهُ الفنان الراحل إسماعيل ياسين قبل وفاته بسبب الاكتئاب:
أنا أربعين سنة شغل وتعب وجهد مثلت 400 فيلم وعملت 300 مونولوج ومثلت 61 مسرحية كنت الدواء للإنسان المهموم لكي أضحكه وأنسيه همه وغمه![بحاجة لمصدر]

## وفاته
وبينما كان الرئيس السادات يفكر في تكريمه فقد وافته المنية في 24 مايو 1972 إثر أزمة قلبية حادة قبل أن يستكمل تمثيل دوره الأخير والصغير في فيلم بطولة نور الشريف ولذلك كان يسمى (بالمضحك الحزين) فرغم أن أكثر أفلامه كوميدية ومضحكة إلا أنه كان يعيش حزينًا وخاصة آخر أيام عمره.

خربشة جوجل لإسماعيل ياسين

في 15 سبتمبر 2011 قامت جوجل الشرق الأوسط وشمال أفريقيا بوضع خربشة جوجل لإسماعيل ياسين في شعارها في مواقع جوجل في البلدان ذات النطاقات العربية بمناسبة الذكرى ال99 لميلاده. الخربشة تمثل إسماعيل ياسين وهو يقوم بثلاثة أدوار.

## استمرارية إسماعيل ياسين
أفلامه ناجحة وحقّقت أعلى الإيرادات في تاريخ السينما العربية حتى اليوم وذلك نسبة لعدد السكان في وقته وعدد دور العرض وقيمة التذكرة السينمائية أيامها كانت رخيصة وأيضا وقت الحروب الكثيرة التي كانت تعاني منها مصر في الفترة الزمنية من عام 1948 إلى عام 1973 ولا زالت أفلامهُ العديدة القديمة «أبيض وأسود» هي المادة المفضلة لدى قطاع عريض من الجمهور في مصر و‌العالم العربي لإنه استطاع أن يرسم البسمة على شفاه الجماهير بفضل ملكاته ومواهبه المنفردة. وساهم إسماعيل ياسين في صياغة تاريخ المسرح الكوميدي المصري وكوّن فرقة تحمل اسمه وظلت هذه الفرقة تعمل على مدى 12 عاما من عام 1954 حتى عام 1966 قدّم خلالها ما يزيد على خمسين مسرحية بشكل شبه يومي.

## أعماله
| السنة | الأعمال |
| ----- | --- |
| 1939  | خلف الحبايب |
| 1941  | مصنع الزوجات |
| 1942  | علي بابا والأربعين حرامي - أحب الغلط |
| 1943  | نداء القلب - نداء الدم - حب من السماء - الطريق المستقيم |
| 1944  | نور الدين والبحارة الثلاثة - نادوجا - من الجاني - عريس الهنا - تحيا الستات - أما جنان |
| 1945  | ليلة الحظ - ليلة الجمعة - كازينو اللطافة - رجاء - تاكسي حنطور - المظاهر - القلب له واحد - القرش الأبيض - البني آدم - أحلام الحب |
| 1946  | غرام بدوية - صاحب بالين - سلوى - حرم الباشا - الأحدب |
| 1947  | نور من السماء - معروف الإسكافي - لبناني في الجامعة - قلبي دليلي - عروسة البحر - سلطانة الصحراء - حبيب العمر - بياعة اليانصيب - أنا ستوتة - الكل يغني - العرسان الثلاثة - الستات عفاريت - ابن عنتر                                                                             |
| 1948  | يحيا الفن - نرجس - عنبر - صاحبة العمارة - خيال امرأة - خلود - حب وجنون - بلبل أفندي - آه يا حرامي - أميرة الجزيرة - الصيت ولا الغنى - الشاطر حسن - السعادة المحرمة - الروح والجسد - ابن الفلاح                                                                                |
| 1949  | ولدي- نص الليل - منديل الحلو - ليلة العيد - كلام الناس - فاطمة وماريكا وراشيل - على أد لحافك - عقبال البكاري - عفريتة هانم - صاحبة الملاليم - شارع البهلوان - حدوة الحصان - جواهر - بنت المعلم - الناصح - المصري أفندي - المجنونة - أحبك أنت - أجازة في جهنم                  |
| 1950  | مغامرات خضرة - محسوب العائلة - ما كانش على البال - ليلة الدخلة - فلفل - سيبوني أغني - ست الحسن - دموع الفرح - حبايبي كتير - آه من الرجالة - أنا وأنت - المليونير - الزوجة السابعة - البطل - الآنسة ماما - آخر كدبة                                                            |
| 1951  | نهاية قصة - مشغول بغيري - قطر الندى - في الهوا سوا - فايق ورايق - حماتي قنبلة ذرية - حبيبتي سوسو - تعال سلم - بلد المحبوب - المعلم بلبل - الحب في خطر - البنات شربات - بيت الأشباح - آدم وحواء                                                                                |
| 1952  | من أين لك هذا - مسمار جحا - قليل البخت - قدم الخير - على كيفك - عشرة بلدي - صورة الزفاف - حلال عليك - بيت النتاش - بشرة خير - آمنت بالله - الهوا مالوش دوا - المنتصر - الدم يحن - الحب بهدلة - اديني عقلك                                                                     |
| 1953  | نشالة هانم - لحن حبي - كلمة الحق - فاعل خير - عفريت عم عبده - دهب - حظك هذا الأسبوع - حرام عليك - بين قلبين - بيت الطاعة - بنت الأكابر - اللص الشريف - الدنيا لما تضحك - الحموات الفاتنات - اشهدوا يا ناس - ابن ذوات                                                          |
| 1954  | مغامرات إسماعيل يس - كدبة أبريل - عفريتة إسماعيل يس - شرف البنت- دستة مناديل - خليك مع الله - حلاق بغداد - بنت البلد - بنات حواء - بحبوح أفندي - إوعى تفكر - إنسان غلبان - العمر واحد - العاشق المحروم - الظلم حرام - الستات مايعرفوش يكدبوا - إلحقوني بالمأذون - الآنسة حنفي |
| 1955  | مملكة النساء - كيلو 99 - كابتن مصر - السعد وعد - إسماعيل يس يقابل ريا وسكينة - إسماعيل يس في الجيش |
| 1956  | من القاتل - صاحبة العصمة - المفتش العام - إسماعيل يس في متحف الشمع - إسماعيل يس في البوليس |
| 1957  | الكمساريات الفاتنات - الست نواعم - إسماعيل يس في جنينة الحيوانات - إسماعيل يس في الأسطول - ابن حميدو |
| 1958  | امسك حرامي - إسماعيل يس للبيع - إسماعيل يس في مستشفى المجانين - إسماعيل يس في دمشق - إسماعيل يس طرزان - إسماعيل يس بوليس حربي - أبو عيون جريئة |
| 1959  | لوكاندة المفاجآت - عريس مراتي - رحلة إلى القمر - حماتي ملاك - حسن وماريكا - المليونير الفقير - العتبة الخضراء - البوليس السري - إسماعيل يس في الطيران |
| 1960  | غرام في السيرك - شهر عسل بصل - حلاق السيدات - حايجننوني - الفانوس السحري |
| 1961  | زوج بالإيجار - الترجمان - إسماعيل يس في السجن |
| 1962  | الفرسان الثلاثة - ملك البترول |
| 1963  | المجانين في نعيم |
| 1965  | العقل والمال |
| 1967  | كرم الهوى |
| 1968  | فرسان الغرام |
| 1969  | طريق الخطايا |
| 1970  | عصابة النساء |
| 1971  | نص مليون جنيه |
| 1972  | الرغبة والضياع |

## قائمة ببعض مونولوجات إسماعيل ياسين
| اسم المونولوج     | المؤلف              | الملحن        |
| ----------------- | ------------------- | ------------- |
| سكر               | محمود الكمشوشى      | اسماعيل صديق  |
| الاشاعات          | محمود الكمشوشى      |               |
| ارتحت يا باشا     | بيرم التونسي        | عزت الجاهلي   |
| أنا...أنا         | حيرم الغمراوي       | أحمد صدقي     |
| صاحب السعادة      | أبو السعود الإبياري | إسماعيل ياسين |
| ولع...ولع         | ابن الليل           | إسماعيل ياسين |
| فين وفين          | ابن الليل           | عزت الجاهلي   |
| صد ورد            | محمود فهمي إبراهيم  | إسماعيل ياسين |
| حرب الحما         | سعد عبد الرحيم      | إسماعيل ياسين |
| سخطة يا سخطة      | ابن الليل           | إسماعيل ياسين |
| الدنيا دي متعبة   | ابن الليل           | محمود الشريف  |
| ما تستعجبش        | حسن الخولي          | إسماعيل ياسين |
| كل ما فوت ع البنك | محمود فهمي إبراهيم  | عزت الجاهلي   |
| ياللي تمللي تحسد  | ابن الليل           | إسماعيل ياسين |
| الدنيا تياترو     | أبو السعود الإبياري | عزت الجاهلي   |
| نبوية             | السيد زيادة         | أحمد صبرة     |
| من أين لك هذا     | طه أبو العلا        | إسماعيل ياسين |
| لت وعجن           | ابن الليل           | إسماعيل ياسين |
| ياللي ما شفتش     | مصطفى السيد         | إسماعيل ياسين |
| أصلي مؤدب         | أبو السعود الإبياري | عزت الجاهلي   |
| ميمي وفيفي        | أبو السعود الإبياري | عزت الجاهلي   |
| إبليس إيه ذنبه    | أبو السعود الإبياري | عزت الجاهلي   |
| خيرات رمضان       | مصطفى عبده          | عزت الجاهلي   |
| خير الكلام        | فتحي قورة           | عزت الجاهلي   |
| العجوز            | طه أبو العلا        | عزت الجاهلي   |

## إسماعيل ياسين في السينما والتليفزيون

ملصق مسلسل "أبو ضحكة جنان"

في رمضان 2009 قُدم عمل مسلسل عن إسماعيل ياسين باسم (أبو ضحكة جنان) وهو وصف اختاره الكاتب أحمد أبو السعود الإبياري اسما للمسلسل والذي ينطبق على صاحب السيرة نجم المنولوج الفنان إسماعيل ياسين، وقام بطولة المسلسل كل من النجم أشرف عبد الباقي، و‌رانيا فريد شوقي، و‌صلاح عبد الله، و‌سماح السعيد، و‌عماد رشاد، و‌حنان سليمان، و‌عائشة الكيلاني، و‌لطفي لبيب، و‌إيما عاكف، ووباقة أخرى من النجوم، إخراج محمد عبد العزيز، تأليف أحمد الإبياري، و‌ياسين إسماعيل ياسين، وقد نجح المسلسل في التعريف بحياة إسماعيل ياسين.
وقد تناولت شخصيته بعدد من الأفلام والمسلسلات نذكر منها
- مسلسل العندليب حكاية شعب سنة 2006 عن قصة حياة عبد الحليم حافظ بطولة شادي شامل.. وقام بدور إسماعيل ياسين الممثل مصطفى هريدي.
- مسلسل الشحرورة سنة 2011 عن قصة حياة صباح بطولة كارول سماحة.. وقام بدور إسماعيل ياسين الممثل محمد فهيم.
- مسلسل كاريوكا سنة 2012 عن قصة حياة تحية كاريوكا بطولة وفاء عامر.. وقام بدور إسماعيل باسين الممثل رضا إدريس.

## وصلات خارجية
- إسماعيل ياسين على موقع IMDb (الإنجليزية)
- إسماعيل ياسين على موقع الدهليز
- إسماعيل ياسين على موقع قاعدة بيانات الأفلام العربية
- إسماعيل ياسين على موقع ألو سيني (الفرنسية)
- إسماعيل ياسين على موقع ديسكوغز (الإنجليزية)
- إسماعيل ياسين على موقع قاعدة بيانات الفيلم (الإنجليزية)
- إسماعيل ياسين على موقع كينوبويسك (الروسية)
- إسماعيل ياسين على قاعدة بيانات الأفلام العربية.